# Arshad Nadeem
Arshad Nadeem (ur. 2 stycznia 1997 w Mian Ćannu) – pakistański lekkoatleta specjalizujący się w rzucie oszczepem.
W 2016 zdobył brąz na Igrzyskach Azji Południowej oraz stanął na najniższym stopniu podium azjatyckiego czempionatu juniorów. W 2017 zdobył brązowy medal igrzysk solidarności islamskiej. W 2018 sięgnął po brąz igrzysk azjatyckich. W 2021 zajął 5. miejsce podczas igrzysk olimpijskich w Tokio. W 2022 uplasował się na 5. pozycji w mistrzostwach świata, natomiast w 2023 wywalczył srebrny medal czempionatu globu. Mistrz olimpijski z Paryża (2024).
Rekord życiowy: 92,97 (8 sierpnia 2024, Paryż) – rekord olimpijski, rekord Azji, 6. wynik w historii światowej lekkoatletyki.
Ma żonę oraz córkę i syna, jest muzułmaninem.

## Nagroda
Po najważniejszej imprezie sportowej czterolecia i swym największym sukcesie, Prezydent Pakistanu nagrodził sportowca Prezydenckim Medalem za Doskonałe Osiągnięcie (تمغہِ حسنِ کارکردگی / Tamgha hassan karkardgi). W Islamabadzie uhonorowano zawodnika nazwaniem ulicy.
11 sierpnia 2024 roku urządzono mu paradę w Lahaur.

## Osiągnięcia
| Rok  | Impreza                          | Miejsce     | Pozycja           | Wynik |
| ---- | -------------------------------- | ----------- | ----------------- | ----- |
| 2016 | Igrzyska Azji Południowej        | Guwahati    | 3. miejsce        | 78,33 |
| 2016 | Mistrzostwa Azji juniorów        | Ho Chi Minh | 3. miejsce        | 73,40 |
| 2016 | Mistrzostwa świata juniorów      | Bydgoszcz   | el. – 30. miejsce | 67,17 |
| 2017 | Igrzyska solidarności islamskiej | Baku        | 3. miejsce        | 76,33 |
| 2017 | Mistrzostwa Azji                 | Bhubaneswar | 7. miejsce        | 78    |
| 2018 | Igrzyska Wspólnoty Narodów       | Gold Coast  | 8. miejsce        | 76,02 |
| 2018 | Igrzyska azjatyckie              | Dżakarta    | 3. miejsce        | 80,75 |
| 2019 | Mistrzostwa Azji                 | Doha        | 6. miejsce        | 78,55 |
| 2019 | Mistrzostwa świata               | Doha        | el. – 16. miejsce | 81,52 |
| 2019 | Igrzyska Azji Południowej        | Katmandu    | 1. miejsce        | 86,29 |
| 2021 | Igrzyska olimpijskie             | Tokio       | 5. miejsce        | 84,62 |
| 2022 | Mistrzostwa świata               | Eugene      | 5. miejsce        | 86,16 |
| 2022 | Igrzyska Wspólnoty Narodów       | Birmingham  | 1. miejsce        | 90,18 |
| 2022 | Igrzyska solidarności islamskiej | Konya       | 1. miejsce        | 88,55 |
| 2023 | Mistrzostwa świata               | Budapeszt   | 2. miejsce        | 87,82 |
| 2024 | Igrzyska olimpijskie             | Paryż       | 1. miejsce        | 92,97 |
| 2025 | Mistrzostwa Azji                 | Gumi        | 1. miejsce        | 86,40 |